# Nawage Jiedao
Nawage Jiedao (kinesiska: 纳瓦格街道, 纳瓦格) är en socken i Kina. Den ligger i den autonoma regionen Xinjiang, i den nordvästra delen av landet, omkring 980 kilometer sydväst om regionhuvudstaden Ürümqi.
Genomsnittlig årsnederbörd är 62 millimeter. Den regnigaste månaden är juni, med i genomsnitt 18 mm nederbörd, och den torraste är oktober, med 1 mm nederbörd.